# Ідебенон
Ідебенон — органічна речовина сімейства хінонів, яка була розроблена фармацевтичною компанією Takeda Pharmaceutical як препарат для лікування хвороби Альцгеймера.